# Pačakamak
Ruševine starog grada pod nazivom Pačakamak (šp. Pachacamac) se nalaze 40 km jugoistočno od glavnog grada Perua Lime, u dolini reke Lurin. Lokalitet je imao najmanje jednu piramidu i nekropolu do prvog međuperioda (200-600 n.e.). Kasnije je Vari kultura (600-800 n.e.) nastavila izgradnju grada i najverovatnije ga je koristila kao administrativni centar. Izvestan broj motiva pod uticajem Vari se pojavljuju na konstrukcijama iz ovog perioda kao i na istovremenim keramičkim i tekstilnim objektima nađenim u grobovima iz ove epohe. Nakon kolapsa Vari kulture, Pačakamak je nastavio razvoj u obliku grada-države da bi na kraju i sam postao carstvo, iako nikad u onom obimu u kojem je to bila Vari kultura. Većina obične arhitekture i hramova potiče iz ovog perioda (800-1450 n.e.)
Čini se da je Pačakamak imperija propala do vremena kad je Tavantinsuju (Tawantinsuyu, autohtono ime za Imperiju Inka) stiglo na scenu. Do tog vremena doline Rimak i Lurin su bile pod upravom male države zvane Ičma (Ichma), koja je koristila Pačakamak uglavnom kao religiozno svetilište gde je poštovan Pača Kamak (Pacha Kamaq), bog stvoritelj. Kad je država Ičma postala deo Imperije Inka Pačakamak je još jednom postao važan administrativni centar. U isto vreme, Inke su nastavile da poštuju religioznu funkciju ovog mesta i dozvolili su da sveštenstvo iz Pačakamaka funkcioniše nezavisno od sveštenstva Inka. Tu je bilo uključeno i proročište koje su Inke najverovatnije konsultovale. Inke su izgradile pet dodatnih zgrada, uključujući hram Sunca na glavnom trgu.

## Pačakamak Imperija
Pačakamak imperija je jedna od pre-Inka kultura čija se vlast protezala na velikom delu obale Perua negde u vremenu otprilike posle nestajanja Vari kulture i pre uspona kraljevstva Čimor (Chimor).

## Pača Kamak (Pacha Kamaq)
Pača Kamak (stvoritelj zemlje) je smatran za boga-stvoritelja od strane ljudi koji su živeli u Peruu pre Inka. Inke su ga inkorporirale u svoj panteon mada izgleda bez velikog entuzijazma jer je on smatran neefektivnim rivalom boga Virakoče (Viracocha). 
Mitovi koje govore o ovom božanstvu su retki i konfuzni. Na primer neke verzije ga poistovećuju sa Manko Kapakovim (Maco Capac) kukavičkim bratom Ajkom (Ayco), dok druge verzije tvrde da su on, Manko Kapak i Virakoča jedina tri sina boga sunca Inti. Druge priče kažu da je on stvorio prvog čoveka i ženu ali da je zaboravio da im da hranu-Pačakamaka je veoma razjutilo kad je prvi čovek umro i prva žena se pomolila iza njagovih leđa bogu Inti da je učini majkom svih ljudi na svetu. Zbog toga, Pačakamak je pokušao da ubije svako dete koje je ona rodila. Međutim, Pačakamak je svaki put bivao pobeđen od strane jednog od njenih sinova, heroja Vičame (Wichama), koji ga je bacio u more. Pačakamak je na kraju odlučio da se preda i da se zadovolji ulogom vrhovnog boga riba.

## Spoljašnje veze
- Stock Photos of Pachacamac
- Visit Pachacamac (flash)[мртва веза]
- Pachacamac in Inca times(flash) Архивирано на веб-сајту  (24. јул 2011)